# Hoby
Hoby – wieś w Anglii, w Leicestershire, w dystrykcie Melton, w civil parish Hoby with Rotherby. W 1931 roku civil parish liczyła 229 mieszkańców. Hoby jest wspomniana w Domesday Book (1086) jako Hobie.